# Two-hand tapping

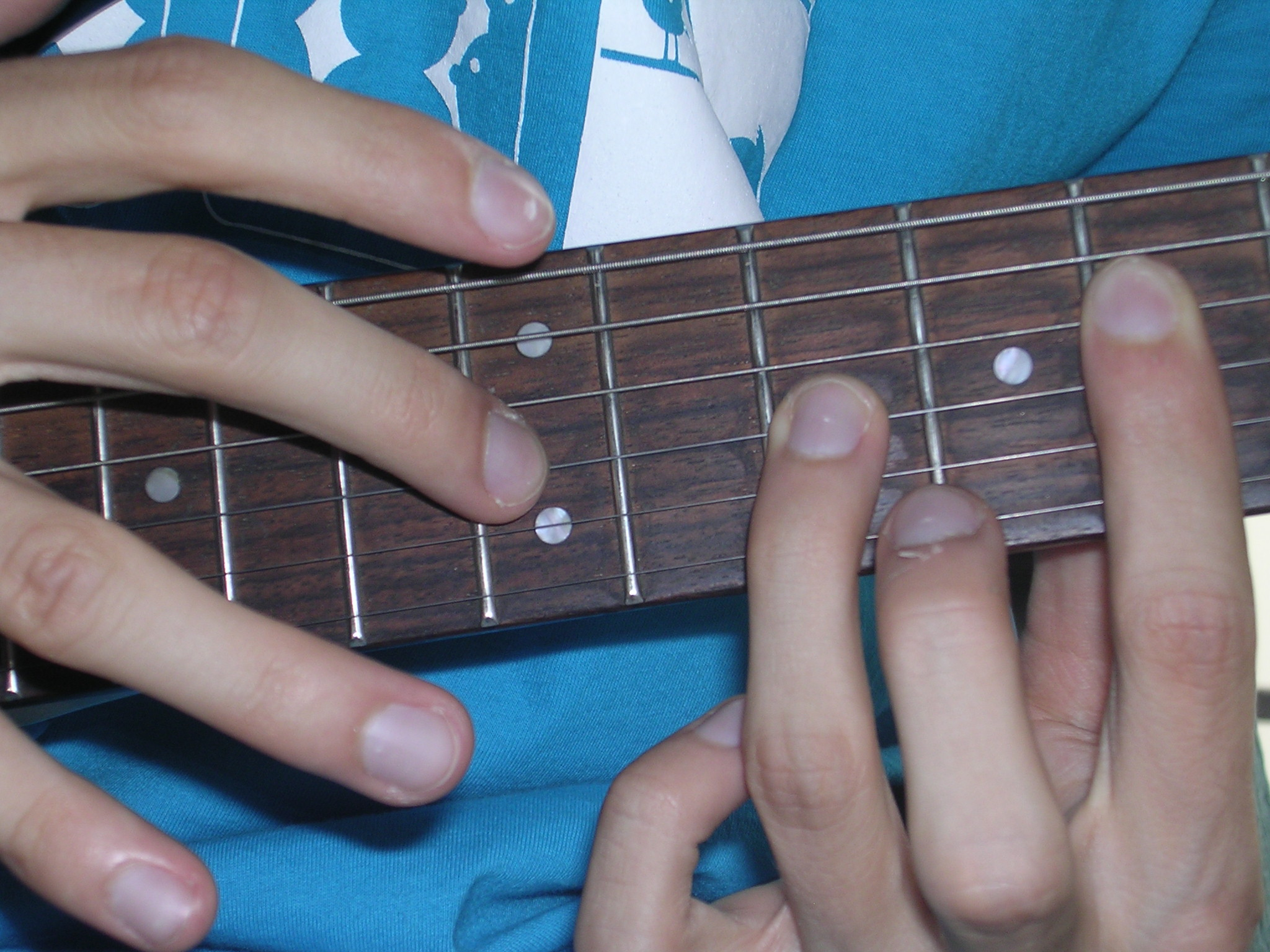
Two-hand tapping

Two-hand tapping, of ook wel tapping of tappen, is een gitaartechniek waarbij met beide handen op de toets van een gitaar of ander gefret snaarinstrument wordt gespeeld.

## Speelwijze
Bij deze techniek gebruikt de gitarist de vingers van beide handen door de vingers met voldoende kracht en snelheid tussen de frets op de snaren te plaatsen (hammer-on) en zijwaarts van de snaar af te trekken (pull-off). Beide bewegingen veroorzaken een toon, doordat ze de snaar in beweging brengen. Door de juiste volgorde en vingerzettingen kunnen hierdoor met zeer hoge snelheid arpeggio's en melodieën gespeeld worden.

## Geschiedenis
Tapping bestaat al eeuwen in een of andere vorm. Niccolò Paganini gebruikte gelijkaardige technieken op de viool. Verwant aan het two-hand tapping is de selpe-techniek op de saz, een Turks snaarinstrument uit de Turkse volksmuziek. Taptechnieken en solo's op verscheidene snaarinstrumenten als de banjo zijn veelvuldig gedocumenteerd in oude films, opnamen en optredens in de vroege 20ste eeuw.
Verschillende muzikanten worden vernoemd als de uitvinders van tapping op de gitaar. Roy Smeck paste een two-hand-tappingtechniek toe op de ukelele in de film Club House Party uit 1932. Een ontwerper van gitaarelementen Harry DeArmond ontwikkelde een two-hand-tappingmethode als een manier om de degelijkheid van zijn ontwerpen te demonstreren. Een van de studenten van DeArmond, Jimmie Webster, maakte opnamen in de jaren vijftig, waarbij hij gebruik maakte van deze techniek die hij toelichtte in een boek 'Touch Method for Electric and Amplified Spanish Guitar', gepubliceerd in 1952. Heavymetalgitarist George Lynch (ook bekend van zijn tappingvaardigheden) beweerde dat George Van Eps de tappingtechniek gebruikte in de jaren vijftig. Een ander vroeg voorbeeld van een opname van tapping in de rockmuziek is van Santana uit het album Abraxas (1970): het nummer "I hope you're feeling better", beginnend op 2:02.
De two-handed-tappingtechniek is bekend van vele jazzgitaristen uit de jaren vijftig en zestig, zoals Barney Kessel, die een vroege aanhanger was van Emmet Chapman. Vittorio Camardese, een Italiaanse radioloog, ontwikkelde begin jaren zestig zijn eigen tappingtechniek en trad op in een Italiaans televisieprogramma. In augustus 1969 ontdekte een gitarist uit Los Angeles een nieuwe manier van tapping: met beide handen loodrecht tegenover elkaar aan de beide zijden van de gitaarnek. Om deze techniek te optimaliseren ontwierp Chapman een 9-snarig instrument dat hij de "Electric Stick" noemde (later werd dat gewoon de Chapman Stick). In 1974 stichtte hij de firma Stick Enterprises en begon hij instrumenten te bouwen voor andere muzikanten. Chapman beïnvloedde verscheidene two-hand-tappinggitaristen, onder wie Steve Lynch van de groep Autograph en Jennifer Batten.
De techniek werd eind jaren zestig opgepikt door rock- en bluesspelers. Een van de eersten was gitarist Harvey Mandel van Canned Heat, van wie Ritchie Blackmore zei hem de techniek te zien gebruiken in discotheek Whisky a Go Go in 1968.
Randy Resnick (van de groep Pure Food and Drug Act, Harvey Mandel was ooit een van de leden) gebruikte two-hand-tappingtechnieken tijdens zijn optredens en opnamen tussen 1969 en 1974. Resnick werd genoemd in de biografie van Eddie van Halen voor zijn bijdrage aan de two-hand-tappingtechniek.
Een van de eerste rockgitaristen die two-hand-tappingtechnieken opnam was Steve Hackett van Genesis. Twee voorbeelden zijn "Dancing with the Moonlit Knight" (1973) en "The Return of the Giant Hogweed" (1971). Andere gitaristen zoals Frank Zappa, Billy Gibbons van ZZ Top, Brian May van Queen, Duane Allman van The Allman Brothers Band, Larry Carlton (Kid Charlemagne 1976), en Leslie West van Mountain gebruikten de techniek ook in de jaren zeventig. Eind jaren zeventig bracht Eddie van Halen de two-hand-tappingtechniek in het centrum van de rockmuziek. Hij was dus niet de vroegste, maar zijn kunde en inventiviteit maakten hem wel tot een van de invloedrijkste spelers om deze manier van spelen te promoten. Van Halen zelf zei dat hij zijn inspiratie kreeg van Jimmy Page: "I think I got the idea of tapping watching (Page) do his 'Heartbreaker' solo back in 1971. (...) He was doing a pull-off to an open string and I thought (...) I can do that, but what if I use my finger as the nut and move it around?" Van Halens onbegeleide solo "Eruption," met arpeggio's van triadische akkoorden demonstreren het toppunt van zijn kunnen.
In de jaren tachtig werd de two-hand-tappingtechniek gedemystificeerd door hardrock- en heavymetalgitaristen en aldus als wezenlijk deel van hun manier van spelen gemaakt. De bekendste onder hen zijn Steve Vai en Joe Satriani. Eind jaren tachtig werd de two-hand-tappingtechniek standaard in het vocabularium van de rockgitarist. Ook in de jazzfusion wordt de techniek heel vaak gebruikt.
Two-hand-tapping op de basgitaar was nooit zo populair als die op de gewone elektrische gitaar, maar het werd wel al toegepast voor Eddie van Halen de techniek populariseerde. Jaco Pastorius, Billy Sheehan, Victor Wooten, Stuart Hamm, John Myung, Les Claypool, Cliff Burton, Alex Webster, Sean Beasley en Arif Mirabdolbaghi gebruikten de two-hand-tappingtechniek op de basgitaar.
De Belgische gitarist en componist Daniel Schell baseerde zijn eigen speeltechniek op die van Emmett Chapman, een van de pioniers van de two-hand-taptechniek. Hij ontmoette Chapman in 1980. Schell beschreef methoden in zijn boek My Space, My Time, ontwierp zijn eigen instrumenten (tapgitaar) en leidt "E-Tap, European Tap Seminar". Veel van zijn muziek is te vinden op YouTube. Hij haalt veel van zijn inspiratie uit de Indische traditionele muziek. In Nederland is Jan Akkerman een goed voorbeeld.
Een heel erg jonge en virtuoze gitarist uit Zuid-Korea, Zack Kim, voegt een totaal nieuwe dimensie toe aan deze techniek door op twee gitaren tegelijk te spelen waarbij hij op de ene gitaar akkoorden tapt en op de andere ingewikkelde melodische variaties zoals in zijn versie van Canon in D van Pachelbel.